# 우에노촌 (지바현)
우에노촌(上野村)은 지바현 이스미군에 일찍이 존재했던 촌이다. 

## 지리
- 현재의 가쓰우라시 북서부에 해당한다.
- 보소구릉에 위치하여 마을의 대부분이 산으로 이루어진 지형이다.
- 마을은 이스미강 상류 지역에 위치하고 있다.

## 역사
- 1889년 4월 1일 - 정촌제 시행에 의해 이스미군 우에노촌이 성립하였다.
- 1955년 2월 11일 - 가쓰우라정, 오키쓰정, 후사노촌과 합병해 가쓰우라정이 되어, 우에노촌은 소멸하였다.

## 인구
| 1891년 | 4,112 |

## 참고문헌
- 勝浦市史編さん委員会編『勝浦市史 通史編』、勝浦市、2006年
- 角川日本地名大辞典編纂委員会『角川日本地名大辞典 12 千葉県』、角川書店、1984年 ISBN 4040011201